# Biaoli
Biaoli (kinesiska: 标里) är en köping i östra Kina. Den ligger i Guoyang härad i staden Bozhou i provinsen Anhui,  omkring 220 kilometer nordväst om provinshuvudstaden Hefei.